# Porto dos Milagres
Porto dos Milagres é uma telenovela brasileira produzida e exibida pela TV Globo de 5 de fevereiro a 28 de setembro de 2001, em 203 capítulos. Substituiu Laços de Família e foi substituída por O Clone, sendo a 60ª "novela das oito" exibida pela emissora. 
Teve a autoria de Aguinaldo Silva e Ricardo Linhares com a colaboração de Nelson Nadotti, Filipe Miguez, Glória Barreto e Maria Elisa Berredo, foi inspirada nos romances Mar Morto e A Descoberta da América pelos Turcos, ambos do escritor brasileiro Jorge Amado, que faleceu enquanto a novela era exibida. A direção foi de Fabrício Mamberti e Luciano Sabino, sob a direção-geral de Roberto Naar e Marcos Paulo, também diretor de núcleo.
Contou com Marcos Palmeira, Flávia Alessandra, Leonardo Brício, Camila Pitanga,  Arlete Salles, Luíza Tomé, Cássia Kis e Antônio Fagundes nos papéis principais.

## Enredo
Em Porto dos Milagres, pequena cidade localizada no litoral da Bahia, chegam Félix Guerrero (Antônio Fagundes) e Adma (Cássia Kis), um casal de golpistas que, após uma cigana profetizar que Félix, ao atravessar o mar, tornar-se-á rei, fogem da Espanha. Lá, vive seu irmão gêmeo, Bartolomeu (Antônio Fagundes), que após ter sofrido um golpe do irmão no passado, recepciona ele e a cunhada mal. Apesar disso, ele construiu um império na cidade, e Adma mata o cunhado com um forte raticida sem Félix saber, e ele então assume os negócios de seu irmão. No entanto, Bartolomeu havia se envolvido com a prostituta Arlete (Letícia Sabatella), que descobre estar esperando um filho dele. Arlete, após o nascimento do menino, vai com este à mansão Guerrero e é recepcionada por Adma; desejando eliminar os herdeiros do cunhado, Adma manda o capataz Eriberto (José de Abreu) livrar-se deles, mais uma vez sem contar a Félix. Eriberto os leva para alto-mar, mas Arlete o engana durante uma distração e coloca o menino em um cesto, que coloca na água, e mata-se afogada ao pular no mar.
Guiado por Iemanjá, o cesto é levado pelas ondas até perto do barco do pescador Frederico (Maurício Mattar), que estava fazendo o difícil parto de sua esposa Eulália (Cristiana Oliveira), cujo filho nasce morto. Entretanto, Frederico ouve um choro de criança e encontra no mar o cesto com o bebê de Arlete. Acreditando que o menino é uma bênção de Iemanjá, o pescador resgata-o e mostra-o a Eulália como se fosse o filho deles. Enfraquecida pelo parto, Eulália batiza o menino como Gumercindo e morre em seguida. Frederico então passa a criar o menino como seu filho. Pouco tempo depois, durante uma noite de tempestade, Frederico desaparece no mar. Seu irmão Francisco (Tonico Pereira) e sua mulher Rita (Joana Fomm) assumem a criação do sobrinho. Laura (Carolina Kasting) é a irmã mais nova da doce Leontina (Louise Cardoso) e da prepotente Augusta Eugênia (Arlete Salles). Renegando sua família, a jovem se casa com o pescador Leôncio (Tuca Andrada), com quem tem uma filha, Lívia. Inconformada com o casamento da irmã com um simples pescador, Augusta denuncia Leôncio à polícia por contrabando, sem saber que Laura estava no barco. A polícia aborda Leôncio para prendê-lo e o casal morre, depois que um tiro dado pelos policiais causa a explosão do motor do barco. A família então assume a criação da sobrinha. Rosa Palmeirão (Luiza Tomé), irmã de Arlete, está prestes a se casar com Otacílio (Eduardo Galvão), e no dia de seu casamento com este, mata o coronel Jurandir de Freitas (Reginaldo Faria) que violentara a sua irmã mais nova. Rosa é condenada a 20 anos de prisão, e diz que ao sair da prisão dará uma reviravolta em sua vida.
Passados vinte anos, Lívia (Flávia Alessandra) deixa a cidade do Rio de Janeiro e vai com o seu namorado Alexandre (Leonardo Brício), filho de Félix e Adma, para Porto dos Milagres. Já na cidade, ela conhece Gumercindo (Marcos Palmeira), mais conhecido como Guma, que se tornou um homem de caráter e um líder respeitado na cidade baixa. Os dois se apaixonam, tendo que passarem por poucas e boas para concretizar esse amor, como a hostilidade de Alexandre, que não se conforma em perder Lívia para um pescador, e a ambição de sua tia Augusta Eugênia, que quer ver sua sobrinha casada com o herdeiro de Félix, e ainda ter que lidar com as armações da bela e sedutora Esmeralda (Camila Pitanga), moça apaixonada pelo pescador. Já Rosa Palmeirão deixa a cadeia disposta a descobrir o paradeiro do filho de Arlete, e se instala na cidade abrindo um bordel, conhecido por todos como Centro Noturno de Lazer. Otacílio, com quem ela pretendia casar, se casou com Amapola, com quem teve dois filhos. Rosa pensa que Félix é o culpado pelo desaparecimento de sua irmã e seu sobrinho e torna-se amante dele, mas se apaixona por ele no processo.

## Elenco
| Intérprete              | Personagem                                      |
| ----------------------- | ----------------------------------------------- |
| Antônio Fagundes        | Félix Guerrero                                  |
| Antônio Fagundes        | Bartolomeu Guerrero                             |
| Marcos Palmeira         | Gumercindo Vieira (Guma)                        |
| Cássia Kis              | Adma Franco Guerrero                            |
| Flávia Alessandra       | Lívia Ferreira Proença                          |
| Luíza Tomé              | Rosa Palmeirão                                  |
| Leonardo Bricio         | Alexandre Franco Guerrero (Alex)                |
| Camila Pitanga          | Esmeralda dos Santos Silva                      |
| José de Abreu           | Eriberto Pereira                                |
| Arlete Salles           | Augusta Eugênia Proença de Assunção             |
| Fulvio Stefanini        | Oswaldo Assunção                                |
| Nathalia Timberg        | Ondina dos Anjos                                |
| Joana Fomm              | Rita das Dores Vieira                           |
| Tonico Pereira          | Francisco Vieira (Chico)                        |
| Zezé Polessa            | Amapola de Mendes Ferraço                       |
| Eduardo Galvão          | Otacílio Ferraço                                |
| Palomma Duarte          | Dulce Ferraço                                   |
| Kadu Moliterno          | Dr. Rodrigo Feitosa                             |
| Louise Cardoso          | Maria Leontina Proença (Léo)                    |
| Mônica Carvalho         | Maria do Socorro Pereira (Socorrinho)           |
| Guilherme Piva          | Alfeu da Silva                                  |
| Júlia Lemmertz          | Genésia Pereira                                 |
| Vladimir Brichta        | Ezequiel Barud / Zeca                           |
| Taís Araújo             | Selma Maria das Dores Fonseca (Selminha Aluada) |
| Marcelo Serrado         | Rodolfo Augusto Proença de Assunção             |
| Bárbara Borges          | Luiza Vieira                                    |
| Miguel Thiré            | Alfredo Henrique Ferraço (Fred)                 |
| Roberto Bomtempo        | Jacques dos Reis                                |
| Carla Marins            | Judite dos Reis                                 |
| Flávio Galvão           | Deodato Pereira                                 |
| Zezé Motta              | Ricardina dos Santos Silva (Mãe Ricardina)      |
| Cláudio Corrêa e Castro | Aderbal dos Santos (Seu Babau)                  |
| Sérgio Menezes          | Rufino Fonseca                                  |
| Cristina Galvão         | Belmira                                         |
| Tadeu Mello             | Venâncio                                        |
| Marcélia Cartaxo        | Quirina                                         |
| Luiz Magnelli           | Josiel                                          |
| Fernanda Lobo           | Vênus                                           |
| Solange Badim           | Serena                                          |
| Cyria Coentro           | Flávia                                          |
| Ricardo Pavão           | Delegado Ferrabás                               |
| Rosaly Papadopol        | Doralina                                        |
| Daniela Faria           | Haidêe Caolha                                   |
| Leandro Ribeiro         | Milton                                          |
| Daniel Erthal           | Tales                                           |
| Anna Cotrim             | Francinete                                      |
| Renata Castro Barbosa   | Bela                                            |
| Nana Gouvêa             | Lindinha                                        |
| Osvaldo Mil             | Nonato                                          |
| Bruno Giordano          | Argemiro                                        |
| Haydil Linhares         | Plontina                                        |
| Gustavo Ottoni          | Docinho                                         |
| Paulo Vespúcio          | Severino                                        |
| Aldri D'anunciação      | Juca                                            |
| Thiago Farias           | Jacques dos Reis Filho (Paçoca)                 |
| Camilla Farias          | Ana Beatriz Ferraço (Bia)                       |

### Participações especiais
| Intérprete               | Personagem                            |
| ------------------------ | ------------------------------------- |
| Cláudia Alencar          | Epifânia Pereira                      |
| Letícia Sabatella        | Arlete Palmeirão                      |
| Maurício Mattar          | Frederico Vieira                      |
| Cristiana Oliveira       | Eulália Vieira                        |
| Glória Menezes           | Clotilde Marimbás (Dona Coló)         |
| Eloísa Mafalda           | Celeste Marimbás                      |
| Reginaldo Faria          | Coronel Jurandyr de Freitas           |
| Carolina Kasting         | Laura Proença                         |
| Tuca Andrada             | Leôncio Ferreira                      |
| Luíza Curvo              | Cecília Palmeirão                     |
| Hugo Carvana             | Delegado Gouveia                      |
| Sebastião Vasconcelos    | Bispo Ferraz                          |
| Débora Duarte            | Olímpia                               |
| Carlos Eduardo Dolabella | Comendador Severo                     |
| Eva Todor                | Dona Isolina                          |
| Marcos Paulo             | Helmuth                               |
| Ilva Niño                | Valdenice                             |
| Ana Lúcia Torre          | Salete                                |
| Antônio Fragoso          | Antenor                               |
| Ricardo Petraglia        | Ranulfo                               |
| Roberto Frota            | Dr. Mendanha                          |
| Júlio Rocha              | Luciano                               |
| Sandra Pêra              | Regina Melo                           |
| Bete Coelho              | Eunice                                |
| Xando Graça              | Seu Zé da Bomba                       |
| Eunice Muñoz             | Cigana Pita                           |
| Pietro Mário             | padre                                 |
| Mariah da Penha          | Empregada de Coló                     |
| Lívia Rossi              | Léa                                   |
| Sabrina Sato             | Tchutchuca                            |
| Lima Duarte              | Senador Victório Vianna               |
| Ary Fontoura             | Deputado Pitágoras Williams Mackenzie |

## Antecedentes
Na virada do milênio, o horário de novelas das oito estava obtendo recordes de audiência exibindo novelas como Terra Nostra e Laços de Família, depois do relativo fracasso de Suave Veneno, de autoria de Aguinaldo Silva. Para substituir Laços de Família, foi escolhida Segredos do Mar, de autoria de Silva e Ricardo Linhares, depois renomeada para Porto dos Milagres, para manter a boa audiência que a novela estava rendendo à emissora. Silva, a respeito de manter os bons índices da novela anterior, comentou: "Não podemos ficar preocupados com essa herança. Novela quando acaba é como jornal de ontem. No começo, há um estranhamento, mas a saída é fazer algo bem diferente", afirmando também que o segredo para não deixar a "bola cair" é marcar logo a diferença. Marcos Paulo, diretor-geral de Porto dos Milagres, afirmou também que "não dá para comparar. São produtos completamente diferentes. E estamos apostando nessa diferença. A nossa expectativa é de, no mínimo, entrar no mesmo barco".

## Produção

### Inspiração

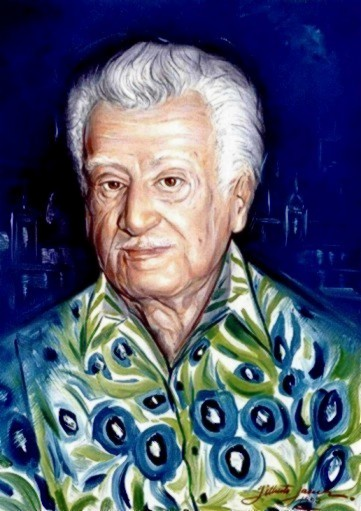
Aguinaldo Silva inspirou-se em duas obras do autor baiano Jorge Amado (foto) para compor a trama.

Para escrever a trama, Aguinaldo Silva citou como inspiração dois livros de Jorge Amado, Mar Morto e A Descoberta da América pelos Turcos: "Eu queria adaptar 'Mar Morto' havia muito tempo. Li o livro quando era adolescente, tinha uma ideia de como era aquela história de amor desenfreado. Quando o reli, percebi que ele tinha uma linguagem poética meio datada e que sua história não daria uma novela. Então tive que fazer uma adaptação muito livre", afirmou ele. Mar Morto estava prevista para ir ao ar como uma minissérie em 1995, mas foi cancelada pela TV Globo antes de estrear, pois a emissora queria transformar o folhetim em novela no ano seguinte, mas isso não se concretizou. O autor também comentou que a trama foi inspirada em uma história contada por um amigo pecuarista de Barretos, cidade do interior do estado de São Paulo. Quando este contou esta história a Aguinaldo, achou apropriada para uma novela. Logo depois, Marluce Dias da Silva, diretora geral da TV Globo na época, chamou-o para continuar a adaptação de Mar Morto, e ele acrescentou esta história à trama.
Silva disse também que a autonomia de adaptar livros às novelas deu oportunidade de inserir temas políticos: "A trama mais forte de Porto dos Milagres era a política. Foi o fato de eu ter transformado o personagem do Antonio Fagundes, o Félix, em prefeito e candidato a governador, casado com uma mulher ambiciosa, a Adma, vivida pela Cássia Kiss, que deu o tom da novela". Ele complementou dizendo que isso era uma ferrenha crítica aos métodos que alguns políticos utilizam no Brasil. Assim, a "trama política prevaleceu sobre a romântica. Confesso que não tinha muita paciência com a trama romântica. Achava que aquela relação do pescador com a moça de classe média era uma história dos anos 1930, 1940. Hoje o romantismo não caminha mais por aí", comentou o autor. Outra inspiração para os autores foi Macbeth, de William Shakespeare, para a trama em que Félix Guerrero (Antônio Fagundes), que ouve de uma cigana a previsão de que se tornaria rei, com as mãos sujas de sangue, tendo uma grande mulher por trás, Adma (Cássia Kis).

### Filmagens
Em outubro de 2000, Porto dos Milagres entrou em sua fase de pré-produção e o elenco participou de um workshop, assistindo a um vídeo no qual o próprio Jorge Amado fala sobre sua obra Mar Morto. No mês seguinte, Antônio Fagundes e Cássia Kis, juntamente com a equipe, embarcaram para Sevilha, Espanha, para gravar as primeiras cenas da novela, e no final do mesmo mês, as gravações no Brasil começaram na ilha de Comandatuba, na Bahia. Para as gravações no litoral, o elenco era deslocado a cada mês para a Bahia. "Lá tem o cheiro do mar, que não podemos reproduzir em estúdio. Também não podíamos gravar tudo fora, como Tropicaliente [gravada em Fortaleza, pois é grande o núcleo da cidade", disse o diretor geral Marcos Paulo.
A imprensa chamou a novela de a "maior superprodução da história dramatúrgica brasileira", com custos de mais de US$ 80 mil por capítulo. Foi também especulado que o custo total da novela poderia chegar a US$ 8 milhões, mas que esse valor poderia ultrapassar os US$ 11 milhões, dependendo da aceitação do público e, consequentemente, do número de capítulos. Esse custo elevado foi atribuído ao uso de efeitos especiais na trama, utilizados nas cenas de barco em alto-mar – como, por exemplo, quando, no início da trama, o personagem Guma (Marcos Palmeira) enfrenta uma tempestade – foram realizadas em parceria com a empresa norte-americana de Los Angeles Digital Domain, responsável por alguns dos efeitos de filmes como Titanic e O Segredo do Abismo.

### Escolha do elenco
Originalmente, os irmãos Félix e Bartolomeu não seriam gêmeos, mas devido à desistência de um dos atores, Antônio Fagundes ficou encarregado de dar vida aos dois irmãos. Inicialmente, Arlete Salles viveria a personagem Rita, uma mulher simples e batalhadora, boa mãe, pilar da família, e Joana Fomm ficaria com o papel da aristocrata e arrogante Augusta Eugênia. Para o livro Autores, Histórias da Teledramaturgia, Aguinaldo Silva declarou que o diretor Marcos Paulo propôs a troca, fazendo Fomm e Salles interpretarem personagens diferentes do que estavam acostumadas a fazer na televisão. A princípio, o ator Francisco Cuoco interpretaria o senador Victório Vianna, mas o personagem acabou sendo interpretado por Lima Duarte. Pitágoras Williams Mackenzie, o deputado que Ary Fontoura interpretou na novela A Indomada (1997) seria apenas uma participação, mas acabou permanecendo como personagem fixo. Para interpretar Olímpia, a madrasta de Adma e Amapola na reta final da novela, foi inicialmente escalada a atriz Eva Wilma, mas logo depois foi substituída por Débora Duarte.

### Cenografia

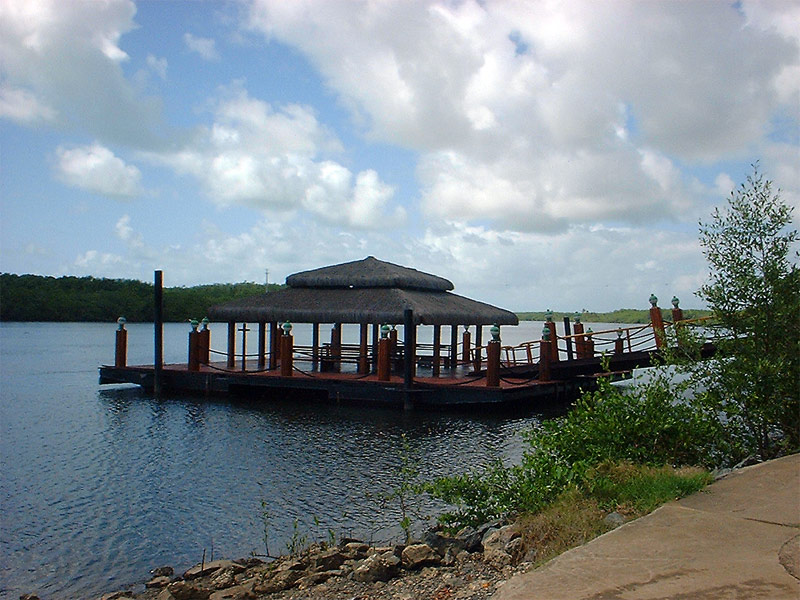
Ilha de Comandatuba, uma das locações usadas para Porto dos Milagres.

Duas cidades cenográficas de dez mil metros quadrados foram construídas para formar a fictícia cidade de Porto dos Milagres. A primeira delas, com 3 500 metros quadrados na Ilha de Comandatuba, representava a parte baixa da cidade, onde ficam o cais, o nicho de Iemanjá, a capelinha, o bar Farol das Estrelas, o Mercado Municipal, as casas de Guma e dos outros pescadores. A estátua de Iemanjá que aparece na trama foi feita pela equipe de artesãos dos Estúdios Globo. A construção da cidade levou cerca de dois meses e o desenho foi feito em tempo recorde, duas semanas. Foi preciso construir depois o vazamento da cidade, bem como a parte alta da mesma nos estúdios, no Rio de Janeiro, ampliando o cenário em 6 500 metros quadrados. Assim, várias casas construídas na cidade da Ilha de Comandatuba tiveram que ser reproduzidas também no Rio de Janeiro - como o bar Farol das Estrelas, que tem duas entradas: uma na Bahia e outra no Rio de Janeiro - para que uma parte se funda à outra. Várias cenas se passaram no Hotel Transamérica, situado na ilha. A cidade cenográfica foi mantida durante anos pelo hotel, e podia ser visitada pelos hóspedes, mas foi demolida depois.
Para o palacete dos Guerrero foi construído um minarete de dezesseis metros de altura, que corresponde a uma construção de cerca de cinco andares. De qualquer ponto da cidade, é possível ver a mansão. Além disso, a casa tem influências mouras e alguns leves toques espanhóis. Os mosaicos da casa foram feitos com pastilhas de verdade, ao invés das cenográficas. A decoração na primeira fase da novela é mais "masculina". Para a segunda fase, foi dado um toque mais "feminino", como se Adma (Cássia Kis) tivesse feito as modificações. Outras construções foram feitas na cidade baiana de Canavieiras, principalmente na ruela que serviu de locação para as cenas do bordel de Dona Coló (Glória Menezes). Com a casa de Augusta Eugênia (Arlete Salles) e sua família, a cenografia tratou de acompanhar a decadência da família. Na primeira fase, ela é brilhante, ornado com quadros, cortinas e móveis novos. Na segunda, sua casa dá mostras do empobrecimento dos personagens: as cortinas levaram um banho de chá para parecerem mais velhas e os móveis estão envelhecidos. A residência de Amapola (Zezé Polessa) apresenta uma arquitetura baseada na cidade grande e a decoração é mais moderna. Já o núcleo dos pescadores é simples e não tem alvenaria até o teto.

### Figurino
O figurinista Lessa de Lacerda foi o encarregado de compor o visual dos personagens, seguindo a linha dos autores e diretores da novela. "Em novela de Aguinaldo e Ricardo, a gente pode dar passos acima dos usuais. É um universo muito rico para ficar apenas em figurinos realistas. Nós vamos além", disse ele. Todas as roupas sofreram a influência do local, com a "temperatura da Bahia". Podem ser detalhes sutis, como os brincos da personagem de Flávia Alessandra, ou roupas extremas e que chamam atenção para a moda da cidade. Lessa também destacou as personagens de Camila Pitanga, descrevendo-a como florida, sensual e que está sempre criando roupas, amarrando panos, compondo decotes, e de Flávia Alessandra, que é mais moderna e, embora use roupas leves, coloridas, de materiais modernos como microfibra e sintéticos, também faz uso dos biquínis, cangas e faz um intercâmbio entre a cidade grande e Porto dos Milagres.
O personagem de Marcos Palmeira segue a linha dos pescadores e, além de sua guia no pescoço, tem uma tatuagem de Iemanjá no braço esquerdo. Como a personagem de Zezé Polessa adorava gastar e comprar roupas de grife, Lessa fez uso exagerado das cores: turquesa, azul claro, verdes, amarelos, rosa, "praticamente um arco-íris". Para as personagens de Júlia Lemmertz e Mônica Carvalho, que interpretavam irmãs, o figurino marcou os contrastes de suas personalidades: a primeira usava roupas comportadas e a segunda, ganhou um tom sensual porém dissimulada, com flores com bordados, mas roupas justas que deixavam à mostra suas formas. Leontina (Louise Cardoso), tia de Lívia, levava "um figurino déjà vu, meio Blanche du Bois".

## Exibição
Porto dos Milagres foi a 60a telenovela a ser exibida no horário das oito pela TV Globo, estreando em 5 de fevereiro de 2001. Seu último capítulo foi exibido em 28 de setembro do mesmo ano, uma sexta-feira, com uma reprise indo ao ar no dia seguinte.
Em 2005, a emissora planejou reexibir a telenovela no Vale a Pena Ver de Novo, porém teve que desistir após o veto do Ministério da Justiça para o horário. Em seu lugar entrou a reprise de Força de um Desejo. No ano seguinte a TV Globo tentou novamente reexibir a novela, mas devido ao mesmo fato, Porto dos Milagres deu lugar à reexibição de A Viagem.
Foi reexibida na íntegra pelo Viva, de 11 de fevereiro a 4 de outubro de 2019, substituindo a segunda reexibição de Vale Tudo e sendo substituída por Cabocla, às 15h30.
Além disso, Porto dos Milagres foi vendida para diversos países, entre eles Portugal onde foi exibida pela SIC, México pela MVS Televisión, Angola e Moçambique pela Globo On.

### Outras mídias
Foi disponibilizada na íntegra pelo Globoplay em 1 de fevereiro de 2021, como parte do Projeto Resgate da plataforma.

## Música

### Volume 1
A primeira trilha sonora da telenovela foi lançada em 2001 pela Som Livre. A capa trouxe apenas o logo da novela.
| N.º            | Título                 | Música                           | Tema               | Duração |  |
| 1.             | "Caminhos do Mar"      | Gal Costa                        | Abertura           | 04:09   |  |
| 2.             | "Por te Querer"        | Belô Veloso                      | Esmeralda          | 03:34   |  |
| 3.             | "A Lua Q Eu T Dei"     | Ivete Sangalo                    | Dulce e Rodrigo    | 03:18   |  |
| 4.             | "Crendice"             | Carlinhos Brown                  | Socorrinho         | 04:35   |  |
| 5.             | "Entre o Céu e o Mar"  | Elba Ramalho                     | Guma e Lívia       | 03:44   |  |
| 6.             | "Um Raio Laser"        | Jota Quest                       | Alexandre          | 05:24   |  |
| 7.             | "O Bem do Mar"         | Dorival Caymmi                   | Pescadores         | 03:10   |  |
| 8.             | "Só no Balanço do Mar" | Daniela Mercury                  | Geral              | 03:41   |  |
| 9.             | "Sob Medida"           | Fafá de Belém                    | Félix e Adma       | 03:41   |  |
| 10.            | "Sem Amor"             | Patricia Mellodi                 | Genésia            | 04:52   |  |
| 11.            | "Dinamarca"            | Milton Nascimento e Gilberto Gil | Guma               | 02:00   |  |
| 12.            | "Fofura"               | Uai Sô                           | Deodato e Epifânia | 03:33   |  |
| 13.            | "Como Plural"          | Roberta de Recife                | Luiza e Fred       | 04:24   |  |
| 14.            | "Instante Eterno"      | Ivan Lins                        | Oswaldo e Leontina | 02:51   |  |
| Duração total: | Duração total:         | Duração total:                   | Duração total:     | 55:56   |  |

### Volume 2
A segunda trilha sonora da novela foi também lançada em 2001 pela Som Livre. Flávia Alessandra ilustrou a capa do álbum.
| N.º            | Título                      | Música                            | Tema                              | Duração |  |
| 1.             | "Feliz"                     | Leila Pinheiro                    | Lívia                             | 04:07   |  |
| 2.             | "Usted Se Me Llevó la Vida" | Alexandre Pires                   | Rosa Palmeirão                    | 04:22   |  |
| 3.             | "Atração Fatal"             | Roberta Miranda                   | Genésia e Ezequiel                | 02:39   |  |
| 4.             | "Por Enquanto (Ao Vivo)"    | Cássia Eller                      | Alexandre                         | 02:13   |  |
| 5.             | "Quando Você Não Vem"       | Eliana Printes                    | Esmeralda                         | 02:50   |  |
| 6.             | "Babaobá"                   | Maurício Mattar e Geraldo Azevedo | Guma e Esmeralda                  | 03:03   |  |
| 7.             | "Saudade de Amar (If Ever)" | Nana Caymmi                       | Adma                              | 04:12   |  |
| 8.             | "Prontos pra Amar"          | Guilherme Arantes                 | Selminha Aluada e Rodolfo Augusto | 05:45   |  |
| 9.             | "O Impossível"              | Erasmo Carlos                     | Geral                             | 03:50   |  |
| 10.            | "É Doce Morrer no Mar"      | Dori Caymmi                       | Geral                             | 03:27   |  |
| 11.            | "Por Entre os Dedos"        | José Augusto                      | Alfeu                             | 04:02   |  |
| 12.            | "Trip to Heaven"            | The Passengers                    |                                   | 03:11   |  |
| 13.            | "Tema do Rei"               | Guilherme Dias Gomes              | Félix                             | 04:24   |  |
| 14.            | "I Miss You"                | Due Angeli                        |                                   | 03:49   |  |
| Duração total: | Duração total:              | Duração total:                    | Duração total:                    | 51:54   |  |

## Repercussão

### Audiência
A novela estreou com uma média de 47 pontos, com picos de 50, superando assim a sua antecessora, Laços de Família, que havia estreado com média de 45 pontos, medida pelo Instituto Brasileiro de Opinião Pública e Estatística (IBOPE). Durante suas três primeiras semanas de exibição, Porto dos Milagres competiu diretamente com a novela mexicana Esmeralda, exibida pelo SBT, durante meia hora. Durante o tempo em que ficaram simultaneamente no ar, de 5 a 20 de fevereiro, a novela registrou 38 pontos no IBOPE, considerado pouco para os padrões da TV Globo, contra 18 da novela mexicana. Em 26 de julho, com a prisão de Rodrigo (Kadu Moliterno) na ocasião de seu casamento com a professora Dulce (Paloma Duarte), a novela marcou o maior índice de audiência até então: 59 pontos. Desde o início da trama ela não havia marcado mais que 53 pontos até aquele momento. O último capítulo de Porto dos Milagres, exibido em 28 de setembro de 2001, marcou uma média de 61 pontos, e picos de 65, números não vistos desde 1999 com o último capítulo de Torre de Babel, que obteve a mesma média. A trama registrou uma média geral de 44 pontos, com 62,5% de televisores ligados na novela ao horário de sua exibição.
Apesar da audiência elevada, foi notado pela imprensa especializada que a novela não foi um sucesso de repercussão com o público. Kadu Moliterno, intérprete de Rodrigo, defendeu que "O que acontece com 'Porto' é por ser uma novela voltada para o entretenimento. Não é uma novela de fofocas". Ele acredita que a antecessora, Laços de Família, tinha um maior efeito junto ao público por tratar de assuntos do cotidiano. "Então, as pessoas discutiam a questão social e de saúde no dia seguinte. Já agora, as pessoas se divertem na hora e depois acabou", conclui o ator.

### Avaliação em retrospecto
Amelia Gonzalez d'O Globo fez uma avaliação positiva à trama, dizendo que sua sonoridade foi "uma das marcas mais felizes" de seu primeiro capítulo através do som da castanhola embalando as cenas do casal Adma e Félix na Espanha, além da percussão baiana que se mesclou bem à fotografia de um pescador jogando sua rede no mar para mostrar que a dupla chegava ao Brasil. A autora também complementou dizendo "elenco e cenários não deixam a desejar", elogiando a atuação de Arlete Salles como Augusta Eugênia, e dizendo que a novela "crava um gol" quando "dá de presente ao público uma dose dupla de Antônio Fagundes. O ator, que interpreta os irmãos gêmeos Bartolomeu e Félix, mostra que a maturidade só tem lhe acrescentado talento. Não deu para desgrudar os olhos da tela quando Bartolomeu viu Félix".
Patricia d'Abreu do Jornal do Brasil também escreveu uma crítica positiva na estreia da novela, elogiando os desempenhos de Fagundes, Salles, Cássia Kis e José de Abreu, além de classificar a atuação de Natália Thimberg como a "boa surpresa da noite": "Quase sempre na pele de damas - a terrível governanta Juliana de A Sucessora tinha ares mais madamescos que serviçais - Natália emprestou seu estilo elegante de interpretar à submissão da sábia empregada Ondina e a mistura funcionou", comentou ela. Finalizou sua crítica dizendo que ao todo, a estreia da novela parecia ter uma "trinca poderosa" - "atores experientes em primeiro plano, direção cuidadosa e um autor que domina com criatividade seu tema. Ingredientes que fazem Greenville, Asa Branca ou Porto dos Milagres não precisarem de Sevilha". Leila Reis do Estadão escreveu uma crítica negativa à trama, dizendo que era "uma colagem de velhas histórias" de Aguinaldo Silva, e que "assim como as crianças, que quanto mais veem um desenho mais querem revê-lo, o telespectador - bem ao contrário do destemido Guma (Marcos Palmeira) - parece sentir-se mais à vontade nadando em águas conhecidas. E como a regra é não arriscar, as redes seguem reeditando o que já foi testado no ibope".

## Controvérsias

### Ausência de atores negros
Porto dos Milagres sofreu grandes críticas do movimento negro da Bahia, pelo número reduzido de atores negros no elenco e pela ausência de protagonistas da mesma etnia. O fato deu-se pela novela ser ambientada na Bahia, o estado com maior população negra do Brasil. Na época, Tony Tornado chegou a comentar que "A minha briga no momento é por causa dessa novela das oito [Porto dos Milagres], que é uma Bahia branca. Vi dois ou três casais negros, só. Não é possível que Jorge Amado tenha escrito assim. Não pode ser que Porto dos Milagres seja tão branco quando 90% da Bahia é negra", acrescentando que "o Marquinhos Palmeira deve estar tomando laser para ficar preto e ser baiano".
Em 2006, o secretário de Direitos Humanos do Rio de Janeiro, coronel Jorge da Silva, comentou sobre o caso: "Em Porto dos Milagres, a maioria dos atores eram brancos e a novela parecia acontecer no Paraná, enquanto a história original, escrita por Jorge Amado, era toda ambientada na Bahia, com personagens negros e mulatos. O autor, na época, justificou como licença poética, então porque não usam esta liberdade de criação para retratar um casal de negros como patrões de imigrantes italianos nas novelas?", questionou.

### Temas religiosos
Os temas de religião africana causaram controvérsias entre a comunidade cristã. Wilson Victoriano Ferreira da Silva, diretor espiritual da Renovação Carismática da Diocese de Jundiaí, acreditou que os problemas começavam pelo título da novela. "Iemanjá é uma divindade pagã e não pode ser comparada com Nossa Senhora, mãe de Deus. Não aceitamos essa identificação. Um deus pagão não pode fazer milagres", comentou ele. Já a visão do babalorixá Salvador Maria é contrária; ele assegura que a novela é inofensiva, e retrata com riqueza de detalhes o candomblé. Segundo ele, que não tinha costume de assistir novelas, a história teve uma boa repercussão entre os espiritualistas. "Não acredito que uma história contada na televisão influencie tanto assim as pessoas. Quem tem fé e religião não muda só por causa de uma ficção", disse. Para ele, Mãe Ricardina, personagem de Zezé Motta, mostrou que a religião não faz ligações com o mal. "O candomblé sofre preconceito e a novela está mostrando a verdade", enfatizou.
Por sua vez, Aguinaldo Silva tratou de discordar dos bispos metodistas, dizendo: "Usamos o candomblé como elemento dramático, não como propaganda religiosa. A novela se baseia em dois livros de Jorge Amado (A Descoberta da América pelos Turcos e Mar Morto), nos quais o candomblé tem papel de destaque. Aliás, eu sou católico". O co-autor da trama, Ricardo Linhares, diz que muito da religiosidade da novela é de tom farsesco. "Não defendemos nada. A novela traz situações absurdas que abordamos em tom cômico. Tomamos licenças poéticas com o culto de candomblé. Não o seguimos ao pé da letra", completou.

### Política

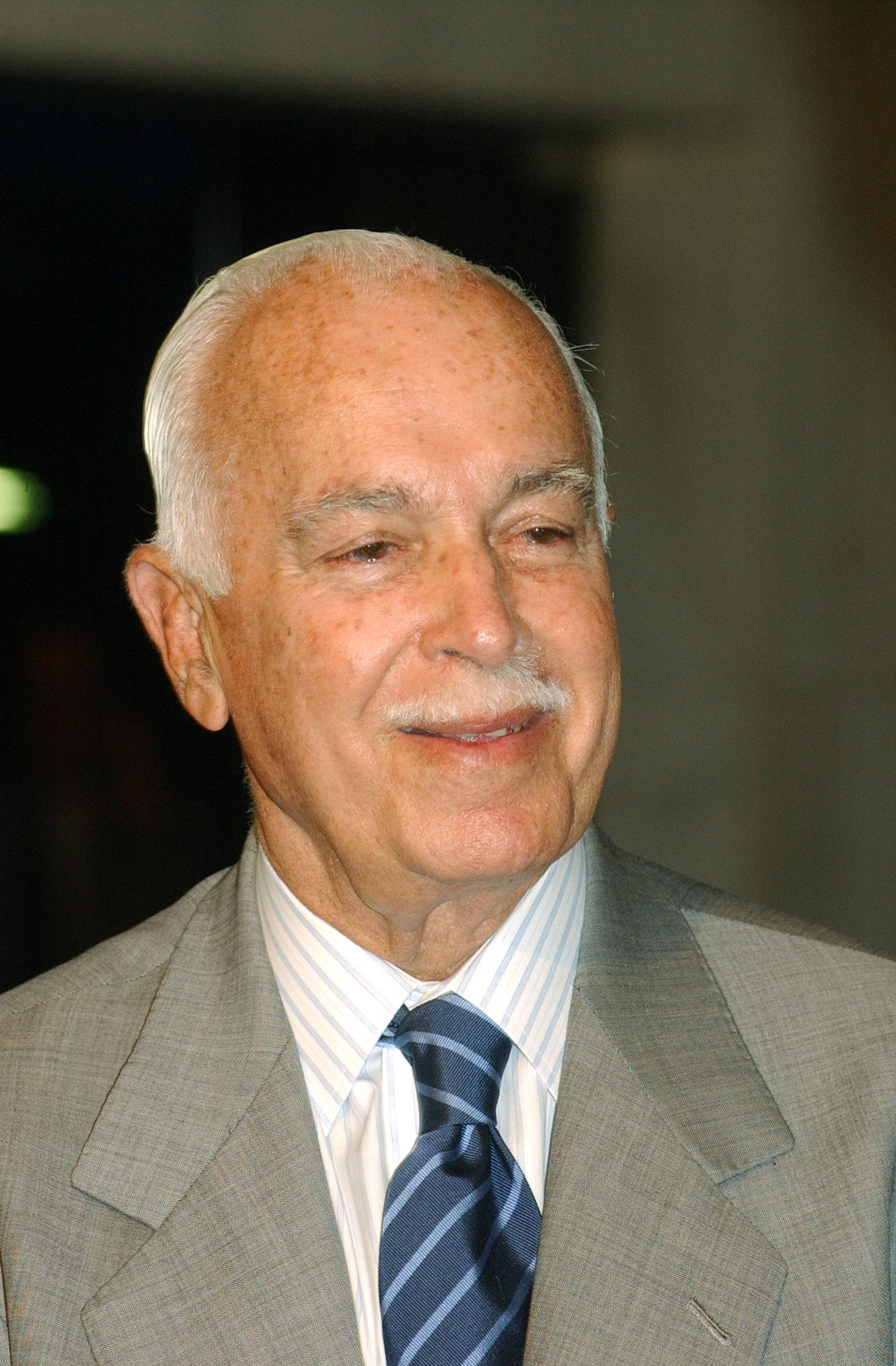
O político baiano Antônio Carlos Magalhães demonstrou descontentamento com um dos enredos da novela.

À época de sua exibição, a direção da TV Globo recebeu algumas críticas pela paródia política na novela de algumas autoridades políticas, que demonstraram seu descontentamento em recados enviados aos dirigentes da emissora. Também na mesma época, um escândalo político referido como "escândalo do painel eletrônico" tornou-se conhecido no Brasil, em que envolveu o nome do senador do estado da Bahia Antônio Carlos Magalhães, filiado ao então Partido da Frente Liberal (PFL), em gravações de voz. Na trama, era exibido um enredo em que o senador baiano Victório Vianna (Lima Duarte) tem uma conversa gravada secretamente por Félix Guerrero (Antônio Fagundes), para o desgosto de Magalhães. Ricardo Linhares, autor da novela, disse que o personagem do senador não foi diretamente inspirado em Magalhães nem em nenhum outro político. "A inspiração vem certamente do escândalo no Senado e do quadro político atual", comentou na época.
No final da novela, um programa eleitoral foi exibido dentro da novela, para caracterizar a candidatura de Félix Guerrero à governador da Bahia e a de Guma à prefeitura de Porto dos Milagres. No entanto, deputados do Partido da Social Democracia Brasileira (PSDB) reclamaram dizendo que o programa prejudicava a imagem do governo. Enquanto Félix, que faz parte da situação, passa a imagem de uma pessoa inescrupulosa, Guma, seu adversário e mocinho da novela, estaria associado ao Partido dos Trabalhadores (PT); uma das semelhanças seria o nome fictício da legenda, Partido das Causas Trabalhistas. "Não há dúvida de que há uma indução para que o eleitor perceba que o Guma representa o que seria a oposição e o candidato a governador (Fagundes), o governo. Até com o mesmo impacto vocal do nome Guma parece com Lula. Isso vai para o inconsciente do eleitor e acaba sendo nocivo", acusou o vice-líder do PSDB na Câmara dos Deputados, Nárcio Rodrigues. Outro deputado aliado, o maranhense Sebastião Madeira, disse que o "horário eleitoral passa uma mensagem subliminar. O lado do governo é o corrupto. [...] Repare, até o nome do partido, PCT, lembra o PT. Então, a Globo quer que o Lula seja presidente?", indagou.
Ricardo Linhares reconheceu a semelhança, dizendo que Guma poderia ter uma semelhança com o partido, mas que não acreditava que isso influenciasse, e acrescentou ser apartidário. Luís Erlanger, diretor da Central Globo de Comunicação e um dos idealizadores da campanha fictícia, disse que a ideia da emissora foi chamar atenção para o fim da trama. "Esse tipo de ligação [associar as chamadas com as eleições de 2002 só quem fez, pelo visto foi o JB. Até porque, espontaneamente, ninguém se expôs descontentado", comentou. O diretor-geral da novela, Marcos Paulo, minimizou a controvérsia, dizendo: "Tudo não passa de uma sátira bem-humorada da política. A intenção era a de provocar um ruído como de fato aconteceu".

### Acusação de plágio
Em 2004, as escritoras Adelaide Magalhães Veiga Ferreira e Ione de Moraes Bueno ajuizaram uma ação contra a TV Globo e os autores Aguinaldo Silva e Ricardo Linhares por um suposto plágio no enredo de Porto dos Milagres. De acordo com as escritoras, elas teriam enviado um manuscrito do livro Seara Santa para Nilton Travesso, diretor e produtor de novelas no canal, por intermédio de sua secretária antes de a novela ir ao ar, e dizem ter carta como prova, mas, pelo entendimento do juiz, as escritoras não tinham qualquer comprovante de recebimento ou resposta de tal correspondência. Assim, devido à falta de materialidade, o pedido de indenização das autoras foi indeferido pelo tribunal.
Mesmo que ficasse provado que Linhares e Silva tiveram acesso ao livro antes de escreverem a novela, o juiz entendeu que de qualquer forma não houve plágio de Seara Santa. O juiz amparou sua decisão em laudo pericial que diz: "Realizada a leitura das obras e feita a comparação entre elas, verificamos que as breves colidências entre estas, como especificado, não correspondem, isoladamente, em elementos passíveis de proteção autoral (que contém, por sua natureza, a prerrogativa de seu autor de exclusividade de utilização contra terceiros), não se configurando, consequentemente, na hipótese dos autos, o ilícito de plágio". Em sua defesa, os autores da novela disseram que a mesma fora baseada em obras específicas de Jorge Amado, permeada com realismo fantástico e "forte tempero baiano", já característico da dupla em seus trabalhos.

## Prêmios e indicações
| Ano     | Prêmio                            | Categoria                              | Indicação                          | Resultado |
| ------- | --------------------------------- | -------------------------------------- | ---------------------------------- | --------- |
| 2001-02 | Melhores do Ano                   | Melhor ator                            | Antônio Fagundes                   | Venceu    |
| 2001-02 | Melhores do Ano                   | Melhor atriz                           | Cássia Kis                         | Venceu    |
| 2001-02 | Melhores do Ano                   | Melhor atriz                           | Camila Pitanga                     | Indicado  |
| 2001-02 | Melhores do Ano                   | Melhor atriz                           | Luiza Tomé                         | Indicado  |
| 2001-02 | Melhores do Ano                   | Melhor ator coadjuvante                | José de Abreu                      | Indicado  |
| 2001-02 | Melhores do Ano                   | Melhor atriz coadjuvante               | Zezé Polessa                       | Venceu    |
| 2001-02 | Melhores do Ano                   | Melhor atriz coadjuvante               | Júlia Lemmertz                     | Venceu    |
| 2001-02 | Prêmio Extra de Televisão         | Melhor ator                            | Antônio Fagundes                   | Venceu    |
| 2001-02 | Prêmio Extra de Televisão         | Melhor atriz                           | Zezé Polessa                       | Venceu    |
| 2001-02 | Prêmio Extra de Televisão         | Melhor revelação                       | Tadeu Mello                        | Venceu    |
| 2001-02 | Troféu Imprensa                   | Melhor ator                            | Antônio Fagundes                   | Indicado  |
| 2001-02 | Troféu Imprensa                   | Melhor atriz                           | Cássia Kis                         | Venceu    |
| 2001-02 | Troféu Imprensa                   | Melhor novela                          | Porto dos Milagres                 | Indicado  |
| 2001-02 | Troféu Internet                   | Melhor ator                            | Antônio Fagundes                   | Venceu    |
| 2001-02 | Prêmio Arte Qualidade Brasil - RJ | Melhor autor de telenovela             | Aguinaldo Silva e Ricardo Linhares | Venceu    |
| 2001-02 | Prêmio Arte Qualidade Brasil - RJ | Melhor ator de telenovela              | Antônio Fagundes                   | Venceu    |
| 2001-02 | Prêmio Arte Qualidade Brasil - RJ | Melhor atriz de telenovela             | Arlete Salles                      | Venceu    |
| 2001-02 | Prêmio Arte Qualidade Brasil - RJ | Melhor ator coadjuvante de telenovela  | Cláudio Correia e Castro           | Indicado  |
| 2001-02 | Prêmio Arte Qualidade Brasil - RJ | Melhor atriz coadjuvante de telenovela | Zezé Polessa                       | Venceu    |
| 2001-02 | Prêmio Arte Qualidade Brasil - RJ | Melhor ator revelação de telenovela    | Tadeu Mello                        | Venceu    |
| 2001-02 | Prêmio Arte Qualidade Brasil - RJ | Melhor atriz revelação de telenovela   | Bárbara Borges                     | Indicado  |
| 2001-02 | Prêmio Arte Qualidade Brasil - RJ | Melhor direção de telenovela           | Marcos Paulo                       | Venceu    |
| 2001-02 | Prêmio Arte Qualidade Brasil - SP | Melhor telenovela                      | Porto dos Milagres                 | Venceu    |
| 2001-02 | Prêmio Arte Qualidade Brasil - SP | Melhor autor de telenovela             | Aguinaldo Silva e Ricardo Linhares | Venceu    |
| 2001-02 | Prêmio Arte Qualidade Brasil - SP | Melhor ator de telenovela              | Antônio Fagundes                   | Venceu    |
| 2001-02 | Prêmio Arte Qualidade Brasil - SP | Melhor atriz de telenovela             | Arlete Salles                      | Venceu    |
| 2001-02 | Prêmio Arte Qualidade Brasil - SP | Melhor ator coadjuvante de telenovela  | Fúlvio Stefanini                   | Indicado  |
| 2001-02 | Prêmio Arte Qualidade Brasil - SP | Melhor atriz coadjuvante de telenovela | Zezé Polessa                       | Venceu    |
| 2001-02 | Prêmio Arte Qualidade Brasil - SP | Melhor ator revelação de telenovela    | Guilherme Piva                     | Venceu    |
| 2001-02 | Prêmio Arte Qualidade Brasil - SP | Melhor direção de telenovela           | Marcos Paulo                       | Venceu    |
| 2001-02 | Prêmio Contigo! de TV             | Melhor atriz                           | Cássia Kis                         | Venceu    |
| 2001-02 | Prêmio Contigo! de TV             | Melhor atriz                           | Antônio Fagundes                   | Venceu    |
| 2001-02 | Prêmio Contigo! de TV             | Ator revelação                         | Tadeu Mello                        | Venceu    |
| 2001-02 | Prêmio Contigo! de TV             | Atriz cômica                           | Zezé Polessa                       | Venceu    |
| 2001-02 | Prêmio Contigo! de TV             | Melhor vilã                            | Cássia Kis                         | Venceu    |